# Het gangstermeisje
Het gangstermeisje is een Nederlandse film uit 1966 van Frans Weisz in zwart-wit met in de hoofdrollen Pablo Graziosi, Kitty Courbois en de Italiaanse steracteur Gian Maria Volonté.
Het scenario van de film is gebaseerd op de gelijknamige roman van Remco Campert uit 1965. Op het moment dat het scenario werd geschreven was de roman echter nog niet af. De internationale titel is The Gangstergirl. De film werd gezien als een van de eerste Nederlandse nouvelle vague films. 
Het budget voor de film bedroeg 600.000 gulden (ca. 297.000 euro). In Nederland bracht de film in de bioscopen 150.000 gulden (ca. 67.500 euro) op. Na internationale distributie werd in totaal 4 miljoen gulden (ca. 1.800.000 euro) omgezet. Op het filmfestival van Berlijn, werd Het gangstermeisje genomineerd in de categorie beste film. Tijdens campagne Nederland Leest 2011 (21 oktober t/m 18 november) stond het boek Het leven is vurrukkulluk van Remco Campert centraal. In het kader van deze campagne werd een gerestaureerde kopie van Het Gangstermeisje in de bioscopen uitgebracht. Acteur Gian Maria Volonté verkreeg destijds internationale roem met zijn rollen in de westerns A fistful of dollars en For a few dollars more.

## Verhaal
De schrijver Wessel Franken zit midden in het scenario van Het gangstermeisje wanneer hij last krijgt van een schrijversblok. Dat lijkt om te slaan naar een depressie, en op advies vertrekt hij naar een bevriend homokoppel in het Franse Menton. Daar vindt hij rust, maar dan wordt hij geconfronteerd met plotwendingen die ook in zijn onafgemaakte scenario plaatsvinden. Deze lokken hem naar Italië, waarna hij in zijn eigen film lijkt te zijn beland.

## Rolverdeling
| Acteur              | Personage      |
| ------------------- | -------------- |
| Paolo Graziosi      | Wessel Franken |
| Kitty Courbois      | Karen          |
| Gian Maria Volontè  | Jascha         |
| Astrid Weyman       |                |
| Dub Dubois          |                |
| Joop van Den Hulzen |                |
| Walter Koussouris   |                |
| Maurice Vrijdag     |                |

## Scenario
Frans Weisz was begin jaren zestig een nog onbekende filmer met veel ambitie. Voor zijn regiedebuut van een speelfilm wilde hij het boek  Het leven is vurrukkulluk van Remco Campert verfilmen. Campert, die destijds tijdelijk in Antwerpen woonde, schreef aan een scenario voor Weisz gebaseerd op zijn boek. In de tussentijd verbleef Weisz in de woning van Campert in Amsterdam. Daar vond hij een notitieboekje met de titel  Aantekeningen voor een nieuwe roman: Het gangstermeisje. Hij vond het een mooie titel voor een film. Uiteindelijk werd het niets met het scenario van Het leven is vurrukkulluk en besloten Weisz en Campert om Het gangstermeisje om te zetten in een filmscenario. Ze werkten samen aan het scenario dat was gebaseerd op een roman die nog geschreven moest worden. Hoewel de roman uiteindelijk eerder uitkwam dan de film, was het scenario eerder klaar.

## Productie
Uiteindelijk was het scenario voor Het gangstermeisje ook nog niet af toen Frans Weisz begon met de filmopnames. Weisz was afgestudeerd aan de filmschool in Rome en nam zijn film op in Rome, met zowel Nederlandse als Italiaanse acteurs. Omdat de dialogen nog niet allemaal af waren en een belangrijk deel van de acteurs geen Nederlands sprak, besloot Weisz zijn acteurs later na te synchroniseren, iets wat in Italiaanse filmindustrie heel normaal was. In de uiteindelijke versie van de film is de nasynchronisatie echter slecht uitgevoerd en vaak totaal niet lipsynchroon. Voortdurend stuurde Remco Campert nieuwe dialogen op uit Antwerpen op blauwe luchtpostvelletjes, waarna Weisz weer even verder kon. Weisz had totaal geen ervaring, en liet zich inspireren door de grote meesters der filmkunst als Orson Welles. Hij was verliefd op actrice Kitty Courbois die haar speelfilmdebuut maakte met de film, en dat is te zien aan de aandacht die de regisseur aan zijn hoofdrolspeelster geeft.

## Muziek
De titelsong genaamd Gangstermeisje werd geschreven door Jan Elburg en gezongen door Liesbeth List. 
1896-1909 · 1910-19 · 1920-29 · 1930-39 · 1940-49 · 1950-59 · 1960-69 · 1970-79 · 1980-89 · 1990-99 · 2000-09 · 2010-19
· 2020-29